# La Juventud Carlista (1887-1888)
La Juventud Carlista fue un periódico editado en la ciudad española de Madrid entre 1887 y 1888.

## Descripción
Apareció el 6 de enero de 1887 y se publicaba dos veces por semana. Tenía como propietarios a Antonio Rodríguez de Morales, licenciado en Filosofía y Letras y que también ejercía como director, y a  Reynaldo de Brea, como presidente de la sociedad Juventud Carlista Madrileña. Entre los colaboradores se contaron Luis Hernando Bocos y Manuel de Jesús Guisado, antiguo oficial carlista de administración militar. Fue denunciado en marzo y abril de 1887, y debió de cesar en su publicación a finales del año siguiente.